# 니레하라역
니레하라역(일본어: 楡原駅)은 일본 도야마현 도야마시에 위치한 서일본 여객철도 다카야마 본선의 철도역이다. 단선 승강장 1면 1선의 구조를 갖춘 지상역이다.

## 이용 현황
| 승차 인원 추이 | 승차 인원 추이 |
| 연도           | 1일 평균       |
| -------------- | -------------- |
| 2004           | 54             |
| 2005           | 54             |
| 2006           | 50             |
| 2007           | 55             |
| 2008           | 52             |
| 2009           | 57             |
| 2010           | 49             |
| 2011           | 54             |
| 2012           | 49             |
| 2013           | 45             |
| 2014           | 42             |

## 역 주변
- 국도 제41호선
- 도야마 시청 호소이리 종합 행정센터
- 진즈강

## 역사
- 1930년 11월 27일 : 일본 철도성 히에쓰 선 사사즈 역 - 이노타니 역 간 연장과 동시에 개업. 여객 및 화물 취급 개시.
- 1934년 10월 25일 : 선로 명칭 제정. 히에쓰 선이 다카야마 본선으로 편입되어, 이 역의 소속으로 함.
- 1969년 10월 1일 : 화물 취급 폐지, 동시에 역무원 무배치로 한다.
- 1987년 4월 1일 : 일본국유철도 분할 민영화에 의해, 서일본 여객철도가 승계.

## 인접 역
| 서일본 여객철도 다카야마 본선 | 서일본 여객철도 다카야마 본선 | 서일본 여객철도 다카야마 본선 |
| ----------------------------- | ----------------------------- | ----------------------------- |
| 이노타니 이노타니 방면        | ■ 다카야마 본선               | 사사즈 도야마 방면            |